# دارکوب بال‌برنزه
دارکوب بال‌برنزه (نام علمی: Colaptes aeruginosus) گونه‌ای از پرندگان در زیرتیرهٔ Picinae از خانواده دارکوبان (Picidae) و بومی شمال شرقی مکزیک است.
دارکوب بال‌برنزه تک‌نماد است.